# Idaea obscura
Idaea obscura là một loài bướm đêm trong họ Geometridae.